# Angella Taylor-Issajenko
Angella Taylor-Issajenko (Canadá, 28 de septiembre de 1958) es una atleta canadiense retirada, especializada en la prueba de 4 × 100 m en la que llegó a ser subcampeona olímpica en 1984.

## Carrera deportiva
En los JJ. OO. de Los Ángeles 1984 ganó la medalla de plata en los relevos 4 x 100 metros, con un tiempo de 42.77 segundos, llegando a la meta tras Estados Unidos (oro) y por delante de Reino Unido (bronce), siendo sus compañeras de equipo: Marita Payne, Angela Bailey y France Gareau.